# Socx
Socx é uma comuna francesa na região administrativa de Altos da França, no departamento do Norte. Estende-se por uma área de 8 km². Em 2010 a comuna tinha 963 habitantes (densidade: 120,4 hab./km²).